# Autolyca picturata
Autolyca picturata är en insektsart som beskrevs av Ludwig Redtenbacher 1906. Autolyca picturata ingår i släktet Autolyca och familjen Pseudophasmatidae. Inga underarter finns listade.